# Reial Cercle Artístic de Barcelona

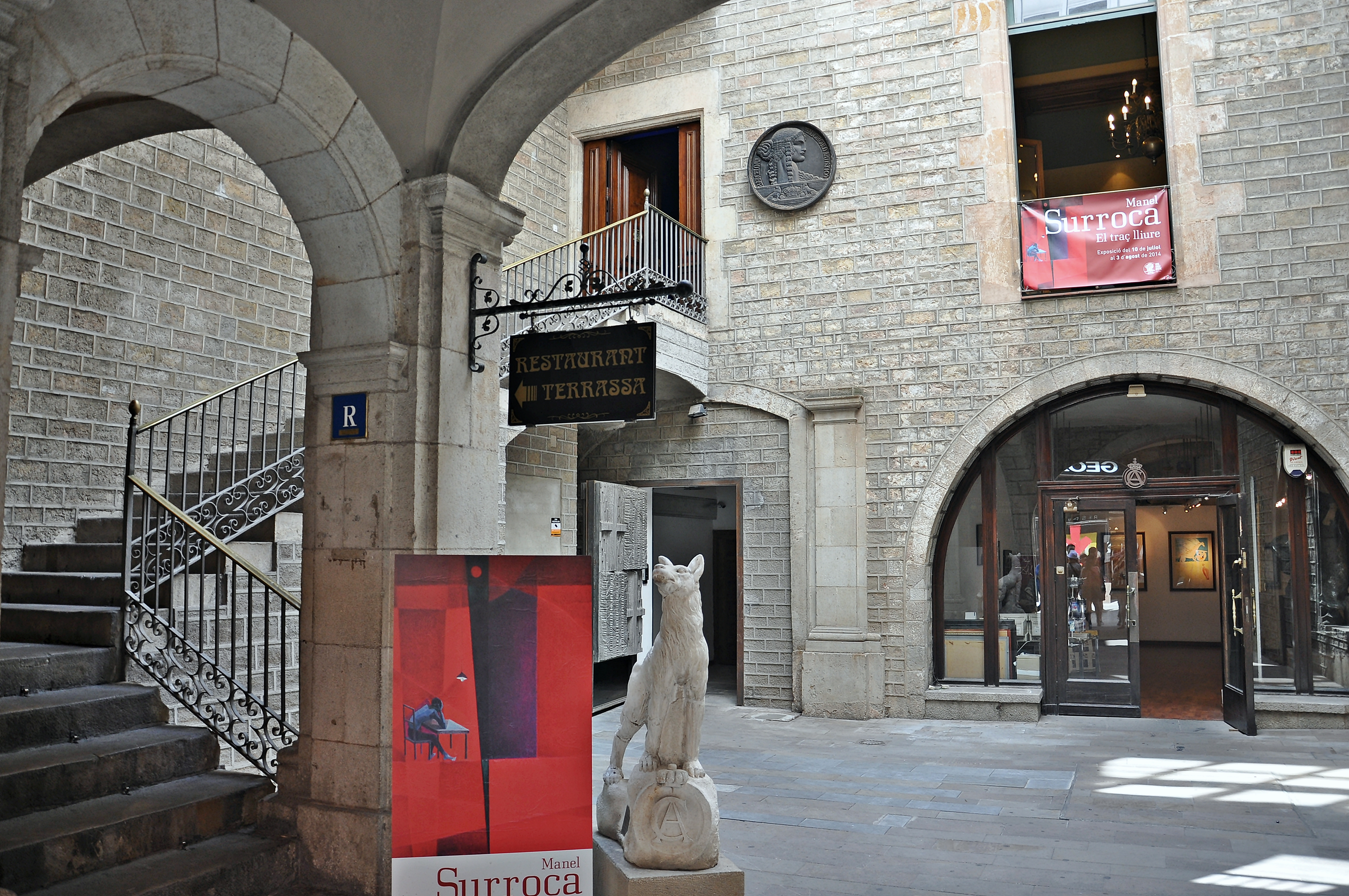
Eingang zum Palau Pignatelli (Sitz des Reial Cercle Artístic de Barcelona)

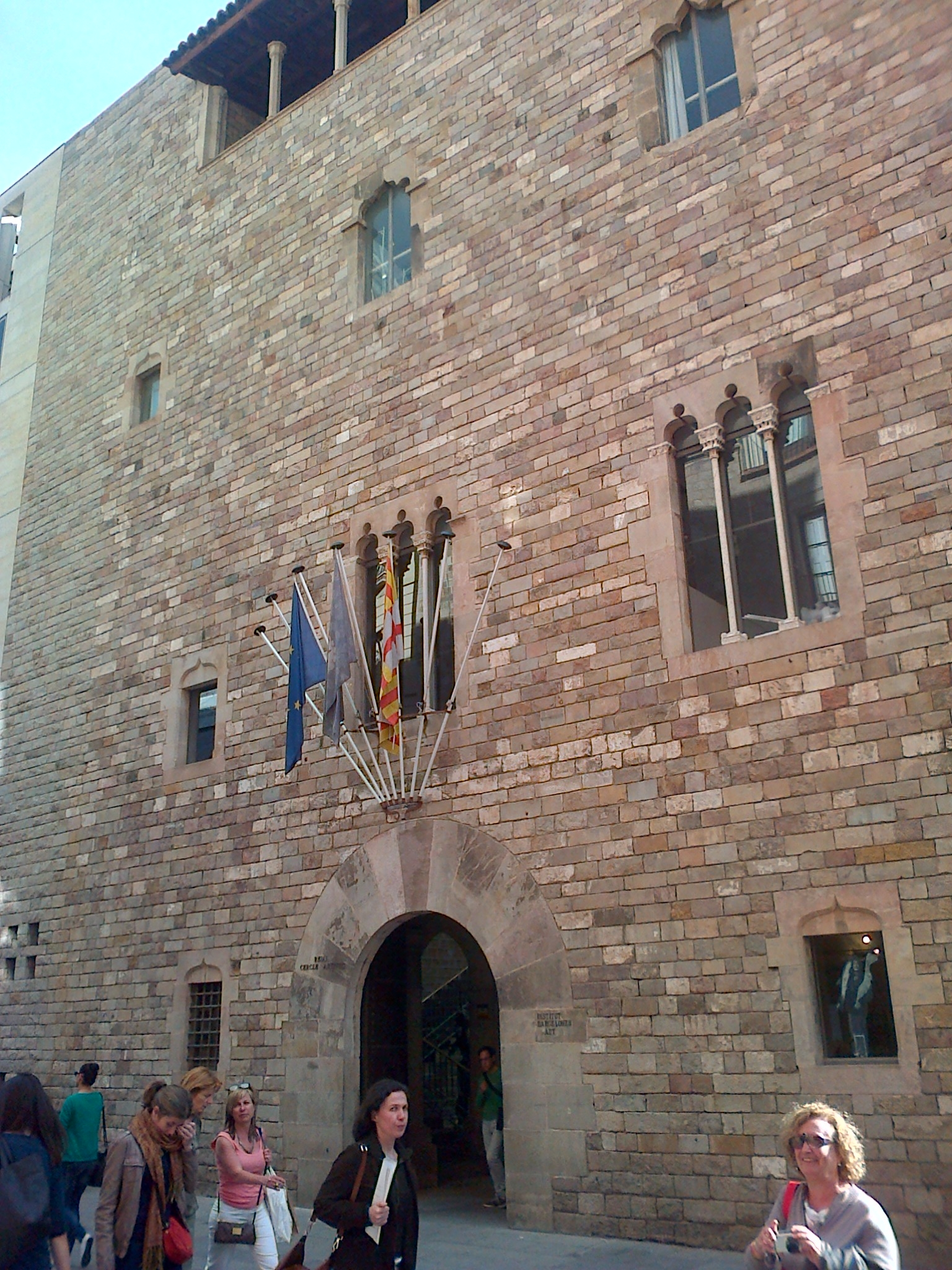
Hauptfassade des Palau Pignatelli (Sitz des Reial Cercle Artístic de Barcelona)

Der Reial Cercle Artístic de Barcelona (oft auch einfach mit seinem Gründungsnamen Cercle Artístic de Barcelona angesprochen, abgekürzt auch RCAB), der Königliche Künstlerzirkel von Barcelona, wurde 1881 von verschiedenen Künstlern, unter anderem den Malern Eliseo Meifrén, Modest Urgell, Joaquim Mir, Ramón Casas, Isidre Nonell, Francesc und Josep Masriera und anderen gegründet. Ziel der Gruppierung war die generelle Förderung von Kunstaktivitäten. Insbesondere setzte man sich für die Kunst des Katalanischen Modernismus ein. Die Künstlervereinigung hatte 1916 durch König Alfonso XIII. den Titel „Reial“ (Königlich) erhalten. Diese Künstlervereinigung darf nicht mit der anderen großen Barcoleneser Künstlervereinigung, dem Cercle Artístic de Sant Lluc verwechselt werden.
Zu Beginn war dieser Kunstverein im Gebäude La Canonja untergebracht. Nach mehreren Umzügen hatte man im alten Palau Pignatelli der Familie Girona in der Carrer dels Arcs No 5 (Straße der Bögen) im Barri Gòtic von Barcelona seinen endgültigen Bleibeort gefunden. Die Künstler waren in verschiedenen Sektionen organisiert, die sich mit speziellen Kunstthemen beschäftigten. Besonders hervorzuheben sind im Palau Pignatelli die großen Studio- und Zeichensäle, in denen die Maler lebende Modelle für ihre künstlerische Betätigung vorfanden. In diesen Sälen hat man auch Konzerte, Ausstellungen und Vorträge veranstaltet. Der Reial Cercle Artístic hat klassischerweise immer die Karnevallsbälle im Gran Teatre del Liceu veranstaltet.